# Bart Vanheule
Bart Vanheule (10 november 1983) is een Belgische wielrenner die in 2005 zijn debuut maakte.

## Overwinningen
2005
- Gullegem Koerse

2007
- Belsele - Puivelde